# Шовкове (селище)
Шовко́ве — селище в Україні, підпорядковане Бердянській міськраді Запорізької області. Населення становить 110 осіб. Орган місцевого самоврядування — Нововасилівська сільська рада.

## Географія
Селище Шовкове знаходиться на лівому березі річки Куца Бердянка, вище за течією на відстані 0,5 км розташоване село Роза. Поруч проходить автомобільна дорога М14 (E58). Біля селища розташована ботанічна пам'ятка природи місцевого значення «Балочка лугова».

## Населення
За переписом населення України 2001 року в селищі мешкало 110 осіб.

### Мова
Розподіл населення за рідною мовою за даними перепису 2001 року:
| Мова       | Кількість | Відсоток |
| ---------- | --------- | -------- |
| російська  | 60        | 54.54%   |
| українська | 49        | 44.55%   |
| німецька   | 1         | 0.91%    |
| Усього     | 110       | 100%     |

## Персоналії
Уродженцем Шовкового є Дев'яткін Віктор Вікторович (1988—2015) — старший солдат Збройних сил України, учасник російсько-української війни.